# Darel Carrier
Pour les articles homonymes, voir Carrier (homonymie).
Darel Carrier, né le 26 octobre 1940 à Warren County, dans le Kentucky, est un ancien joueur américain de basket-ball. Il évolue au poste d'arrière.

## Palmarès
- 3 fois All-Star ABA (1968, 1969, 1970)
- Vainqueur des Jeux panaméricains de 1967